# Anthela angiana
Anthela angiana là một loài bướm đêm thuộc họ Anthelidae. Loài này có ở New Guinea.